# Sigurd (opéra)
Pour les articles homonymes, voir Sigurd.
Personnages
- Sigurd, héros franc (ténor)
- Gunther, Roi des Burgondes (baryton)
- Hagen, compagnon de Gunther (basse)
- Brunehilde, valkyrie expulsée du Paradis (soprano)
- Hilda, sœur de Gunther (mezzo-soprano)
- Uta, nourrice de Hilda (mezzo-soprano)
- Le Grand Prêtre d'Odin (baryton)
- Irnfrit (ténor)
- Hawart (baryton)
- Ramunc (basse)
- Le barde (ténor)

Sigurd est un opéra en quatre actes, neuf tableaux et deux ballets d'Ernest Reyer, sur un livret de Camille du Locle et Alfred Blau. Tout comme la tétralogie de l'Anneau du Nibelung de Wagner, l'histoire se base sur la chanson des Nibelungen et les Eddas, avec des différences cruciales par rapport à la version wagnérienne plus connue (le rôle du surnaturel est limité, et remplacé plutôt par le destin ; le prologue se déroulant au Paradis dans la version originale a d'ailleurs été retiré par la suite). En comparaison avec l'œuvre de Wagner, Sigurd peut se décrire comme une épopée avec les techniques du grand opéra.
Initialement esquissée en 1862 (et terminée, au brouillon, en 1867), l'œuvre a attendu de nombreuses années avant de pouvoir être jouée en intégralité. L'orchestration des différents fragments progressait très lentement, et une fois terminés ils étaient parfois joués lors de concerts différents. Le projet original de monter l'œuvre à l'Opéra de Paris ayant échoué, Sigurd fut créé au théâtre de la Monnaie à Bruxelles le 7 janvier 1884. Dans l'année qui suivit, il fut joué avec beaucoup de succès à Covent Garden, Lyon, Monte-Carlo et, finalement, à l'Opéra de Paris le 12 juin 1885. Dans les années qui suivirent, il fut également donné à La Nouvelle-Orléans et à la Scala de Milan. Depuis, il est repris de manière périodique, principalement en France et à Monaco.

## Distribution de la création
| Rôles                                   | Voix          | Création, 7 janvier 1884 (Chef d'orchestre : Joseph Dupont) |
| --------------------------------------- | ------------- | ----------------------------------------------------------- |
| Sigurd, héros franc                     | Ténor         | Julien Jourdain                                             |
| Gunther, Roi des Burgondes              | Baryton       | Maurice Devriès                                             |
| Hagen, compagnon de Gunther             | Basse         | Léon-Pierre Gresse                                          |
| Brunehild, Valkyrie expulsée du Paradis | Soprano       | Rose Caron                                                  |
| Hilda, sœur de Gunther                  | Mezzo-soprano | Rosa Bosman                                                 |
| Uta, nourrice de Hilda                  | Contralto     | Blanche Deschamps-Jéhin                                     |
| Le Grand Prêtre d'Odin                  | Baryton       | Maurice-Arnold Renaud                                       |
| Irnfrit                                 | Ténor         | Jean Goffoël                                                |
| Hawart                                  | Baryton       | Mansuède                                                    |
| Ralunc                                  | Basse         | Stalport                                                    |
| Le Barde                                | Basse         |                                                             |

Personnages des ballets : les trois Nornes, les Valkyries, les Nixes, les Alfes, les Kobolds, les Guerriers et les Épouses.

## Argument
L'histoire se déroule à Worms et en Islande au Ve siècle, au temps d'Attila.
Hilda, la sœur cadette de Gunther, Roi des Burgondes, est amoureuse du héros Sigurd, bien qu'elle soit promise à Attila lui-même. A l'instigation de sa nourrice (Uta), elle donne à Sigurd une potion qui l'amène à ses pieds. Sigurd, Gunther et Hagen se jurent alors fidélité et se mettent en route pour l'Islande, où Brunehilde est endormie sur un rocher élevé, entouré d'un cercle de feu et d'êtres surnaturels. Là, Sigurd, pour gagner la main de Hilda, doit vaincre ces monstres et passer à travers les flammes, et gagner Brunehilde pour Gunther en se faisant passer pour lui. Son visage est bien caché par sa visière, et Brunehilde, en toute innocence, accepte Gunther comme son sauveur et se donne à lui. Par la suite, le secret est révélé par Hilda dans un accès de jalousie, ce sur quoi Brunehilde libère Sigurd de l'enchantement de la potion. Il reconnaît alors en Brunehilde son épouse ordonnée par les dieux, et ils chantent ensemble un duo d'amour passionné, mais avant que Sigurd ait pu goûter à ce récent bonheur, il est traîtreusement tué par  Gunther durant une partie de chasse. Son corps est ramené au palais, et Brunehilde se suicide en se jetant dans le bûcher funéraire. Une apothéose magistrale clôture l'opéra quand les esprits de Sigurd et de Brunehilde s'élèvent au paradis, et l'on aperçoit les soldats d'Attila marchant sur les cadavres des Burgondes.

## Principales représentations[3]
- 7 janvier 1884 : Création au Théâtre de la Monnaie à Bruxelles.
- 15 juillet 1884 : Covent Garden à Londres, en version italienne.
- 15 janvier 1885 : Opéra de Lyon.
- 7 mars 1885 : Opéra de Monte-Carlo.
- 12 juin 1885 : Opéra de Paris.
- 24 décembre 1891 : French Opera House (en) de La Nouvelle-Orléans.
- 30 décembre 1891 : centième représentation à l'Opéra de Paris.
- 26 décembre 1894 : Scala de Milan.
- 13 janvier 1905 : reprise à l'Opéra de Paris.
- 4 octobre 1919 : inauguration de l'Opéra de Nancy.
- 1er décembre 1923 : reprise à l'Opéra de Paris.
- 4 décembre 1924 : inauguration après sa reconstruction de l'Opéra municipal de Marseille.
- 17 octobre 1934 : reprise à l'Opéra de Paris.
- 22 février 1936 : reprise à l'Opéra de Monte-Carlo.
- 7 juillet 1973 : représentation radiophonique en direct du studio 104 de l'ORTF.
- Juin 1995 : reprise à l'Opéra de Marseille
- 1er avril 2025 : reprise à l'Opéra de Marseille.

## Source
- (en) Cet article est partiellement ou en totalité issu de l’article de Wikipédia en anglais intitulé « Sigurd (opera) » (voir la liste des auteurs).